# 大戰景氣
大戰景氣（日语：／ Taisenkeiki */?）和大正泡沫（日语：／ Daisyobaburu */?）在日本的經濟史上，由於第一次世界大戰的影響，日本本土雖然是參戰國（協約國）之一，但處於戰區之外，產品出口的快速增長帶來了空前的經濟繁榮。

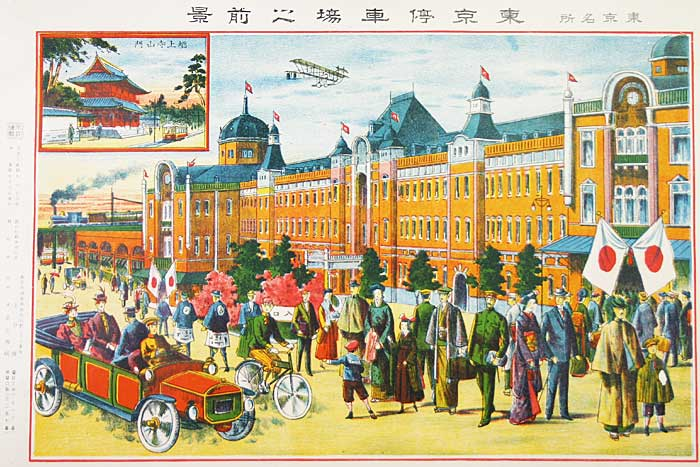
東京著名景點彩色版畫描繪的東京站的景色（1919年）

這種繁榮始於1915年下半年（大正4年），一直持續到1920年3月（大正9年）戰後蕭條爆發，標誌著戰前日本經濟的重大轉折。 工業生產的迅猛增長和重化工業化進程的推進，使日本城市社會發生了重大變化。

## 背景
從日俄戰爭到第一次世界大戰的大約10年時間裡，已成為“五大強國”之一的日本經濟實現了穩定增長，但國際收支卻一直處於虧損狀態，令人擔憂財務省和日本銀行的材料。1914年4月（大正3年）成立的第二屆大隈內閣（首相大隈重信）收緊財政和貨幣政策，並採取“非債券政策”，以改善國際收支狀況。

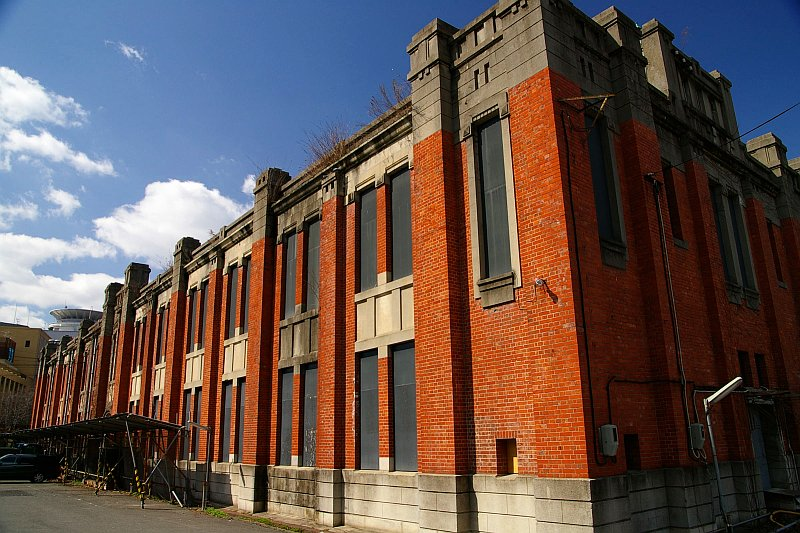
1919年建成的大阪砲兵工廠化學分析場

1914年7月第一次世界大戰在歐洲爆發時，匯率起初動盪不安，阻礙了以倫敦為中心的國際信用體系的運作，增加了海運產品的難度。難以獲取工業原料，造成一時恐慌，繭價格暴跌。大隈內閣著手救市，政府應全國絲綢廠商會的請願，出資500萬日元，成立帝國絲綢株式會社，收購積壓商品。不過，一度嚴重衰退的日本經濟，在1915年下半年（大正4年）開始出現好轉。
英國和俄羅斯帝國等國家，轉向已經是主要工業化國家之一的日本，尋求供應短缺的軍事物資。此外，歐洲製造的產品退出亞洲市場後，對日本產品的需求增加，雖然是暫時的，但日本壟斷了亞洲和非洲的出口市場，導致空前的經濟繁榮。特別是採礦、造船和貿易作為明星產業蓬勃發展。 公司支付50%或70%的年度股息並不少見。
結果，1914年至1918年（大正7年），日本政府和日本銀行持有的硬幣（金幣、金條和金本位制度下的黃金兌換）約為3億4000萬日元（大正7年）15億9000萬日元，而日本在二戰前（1914年）是約11億日元的債務國，1920年（大正9年）對外債權超過27.7億日元。在產業結構方面，國家由農業國向工業國轉變，重化工業化也取得進展。工業生產猛增，工廠工人人數突破百萬。在被譽為“東方曼徹斯特”的工業城市大阪，曾有一段時間，由於勞動力短缺，還出現了「富錢工」。 在此過程中，工業動力由蒸汽動力轉變為電力。

## 貿易的發展
出口貿易的迅猛發展帶來了戰爭的繁榮。日本雖與美國一樣參戰，但並未受到以歐洲為主戰場的戰爭的直接傷害。因此，在美國經濟蓬勃發展的支撐下，對美國市場的生絲出口量大幅增加。隨著歐洲列強因戰爭從亞洲撤退，棉線、棉布、棉織物和雜貨對中國、印度、東南亞等亞洲市場以及非洲市場的出口增加。澳大利亞和南美等以前未開發的市場的出口貿易也蓬勃發展。此外，還有武器、軍需品、食品等出口到歐洲參戰國家。
從1914年（大正三年）到1919年（大正八年），進出口總額幾乎翻了兩番。此外，常規的進口過剩變成了出口過剩，整個戰爭期間過剩金額達14億日元。第一次世界大戰期間及戰後的貿易額變化如下圖（以萬日元為單位）。
| 夥伴國                     | 中華民國 | 中華民國 | 美国   | 美国   | 總計    | 總計    | 差引    |
| 年次                       | 輸出     | 輸入     | 輸出   | 輸入   | 輸出    | 輸入    | 差引    |
| -------------------------- | -------- | -------- | ------ | ------ | ------- | ------- | ------- |
| 1912年 (明治45年/大正元年) | 11,482   | 5,481    | 16,871 | 12,702 | 52,698  | 61,899  | Δ9,201  |
| 1913年 (大正2年)           | 15,466   | 6,122    | 18,447 | 12,241 | 63,246  | 72,943  | Δ9,697  |
| 1914年 (大正3年)           | 16,237   | 5,831    | 19,654 | 9,677  | 59,110  | 59,574  | Δ464    |
| 1915年 (大正4年)           | 14,112   | 8,585    | 20,414 | 10,253 | 70,831  | 53,245  | 17,586  |
| 1916年 (大正5年)           | 19,271   | 10,864   | 34,025 | 20,408 | 112,747 | 75,643  | 37,104  |
| 1917年 (大正6年)           | 31,838   | 13,327   | 47,854 | 35,971 | 160,301 | 103,581 | 56,720  |
| 1918年 (大正7年)           | 35,915   | 28,171   | 53,013 | 62,603 | 196,210 | 166,814 | 29,396  |
| 1919年 (大正8年)           | 44,705   | 32,210   | 82,810 | 76,638 | 209,887 | 217,346 | Δ7,459  |
| 1920年 (大正9年)           | 41,027   | 21,809   | 56,502 | 87,318 | 194,840 | 233,618 | Δ38,778 |
| 1921年 (大正10年)          | 28,723   | 19,168   | 49,622 | 57,440 | 125,284 | 161,416 | Δ36,132 |

戰爭初期銅、拉夏、鼠尾草、鞋、銻、豆類、茶葉、大米、棉布等出口增加，但戰爭中期出口生絲、輪船、黃銅、鋅等增加。豆類和棉布的出口值從戰爭開始就持續增長。
此外，航運業的運費等非貿易收入也達到了與貿易順差相當的巨額收入。

## 生產的快速發展
在出口貿易發展的基礎上，國內生產空前繁榮。 特別是工業部門增幅顯著，工業部門產值佔總產值的比重，利潤率成倍增長。這一時期，輕工業中的棉紡業和重工業中的造船業得到顯著發展，以前大部分生產依賴進口的化學工業也建立起來。
從工業生產發展看，造船、航運、礦業在戰爭前半期發展，化學、金屬、機械、紡織等工業主要在戰爭後半期發展。至於電力和電力鐵路、新建和擴建主要在戰後流行起來。

## 社會的變化

### 財閥的逐漸確立
通過各行業的快速發展，資本的積累和集中進一步推進，壟斷得到加強。與此相應，銀行資本進一步集中，五大銀行（三井銀行、三菱銀行、住友銀行、安田銀行和第一銀行）的控制範圍擴大。與此相伴，促進了銀行資本的產業支配，在戰時及戰後圍繞四大財閥（三井財閥、三菱財閥、住友財閥、安田財閥）形成了壟斷資本主義。 古河財閥、大倉財閥、淺野財閥等也成立了控股公司，形成了龐大的企業集團。

### 都市人口集中
1914年第一次世界大戰爆發時，工廠工人人數為85萬人，到5年後的1919年，人數幾乎翻了一番，達到147萬人，男工人數急劇增加。商業和服務業發展顯著，人口向城市集聚現象突出。

### 都市的變化
在工業繁榮時期，資本家積極興建新工廠，革新設備。因此，勞動力短缺，也出現了富裕工匠，但沒有女僕或學徒，這些是城市地區的傳統職業，導致勞動力短缺。
此外，從明治末期攝津紡紗株式會社引進朝鮮女工開始，陸續輸入了工資相對於日本工人50%～80%的朝鮮女工，大阪是日本最大的一個韓國小鎮。

### 農村的變化
隨著城市化進程的推進和工業的發展，農業經歷了一場變革。蔬菜、果樹、畜產品等商品性農產品需求擴大，農業技術方面，脫粒機推廣、豆粕化肥使用量增加。但另一方面，地主繼續積累土地，出現了農村人口向城市外流、農產品與工業品價差擴大等新問題。

## 通貨膨脹
從1913年到1920年的七年間，實際經濟增長率才剛剛超過5%。總而言之，它與二戰後經濟快速增長時期（平均 10%）相去甚遠。然而，此時強烈的景氣感是由於通貨膨脹導致企業名義利潤迅速增加。二戰期間，批發價格和消費價格平均翻了一番以上。1920年的批發價格比1913年高出約2.6倍。
夕陽丘女子高中（現大阪府立夕陽丘高中）使用 1914年和1916年的家庭帳簿進行的物價調查結果於1916年2月8日在大阪每日新聞的晚間版上刊登了。據此，石炭酸的價格在兩年內從25-30仙上漲至8日元，而Shomo（一種汞化合物的價格從1.20仙上漲至6.50仙。此外，羊毛製品增加了30%至50%，紙張增加了60%至70%，紙巾增加了4倍，汽水增加了6倍多，鍋和水壺增加了1.5倍，鋁增加了2倍、菜刀漲價50%等。一個鐵桶的價格從30仙漲到57仙。
物價飆升的原因，一方面是受全球戰時通脹的影響，另一方面是因為日本的重化工業仍處於低生產率水平，導致資本品短缺，需求持續過剩。
通貨膨脹使後來者處於明顯的劣勢。1920年開始的戰後蕭條中，許多倒閉的企業都是後來者，而先行者，包括財閥附屬企業，則獲得了有利條件，導致後來形成了壟斷體制。